# Liste des conseillers de Paris (2008-2014)
Cette liste regroupe les 163 membres du conseil de Paris pour 2008-2014.

## Liste des conseillers de Paris
| Nom                          |  | Groupe              | Arrondissement |
| ---------------------------- |  | ------------------- | -------------- |
| Florence Berthout            |  | UMPPA               | 1er            |
| Jean-François Legaret        |  | UMPPA               | 1er            |
| Loïg Raoul                   |  | SRG-A               | 1er            |
| Jacques Boutault             |  | EELVA               | 2e             |
| Pierre Schapira              |  | SRG-A               | 2e             |
| Sylvie Wieviorka             |  | SRG-A               | 2e             |
| Pierre Aidenbaum             |  | SRG-A               | 3e             |
| Gauthier Caron-Thibault      |  | SRG-A               | 3e             |
| Camille Montacié             |  | SRG-A               | 3e             |
| Christophe Girard            |  | SRG-A               | 4e             |
| Claire Guidi                 |  | SRG-A               | 4e             |
| Vincent Roger                |  | UMPPA               | 4e             |
| Marie-Chantal Bach           |  | UMPPA               | 5e             |
| Lyne Cohen-Solal             |  | SRG-A               | 5e             |
| Christian Saint-Étienne      |  | UDI                 | 5e             |
| Jean Tiberi                  |  | UMPPA               | 5e             |
| Geneviève Bertrand           |  | UDI                 | 6e             |
| Jean-Pierre Lecoq            |  | UMPPA               | 6e             |
| Romain Lévy                  |  | SRG-A               | 6e             |
| Rachida Dati                 |  | UMPPA               | 7e             |
| Emmanuelle Dauvergne         |  | UMPPA               | 7e             |
| Michel Dumont                |  | UMPPA               | 7e             |
| Martine Namy-Caulier         |  | UMPPA               | 7e             |
| Yves Pozzo di Borgo          |  | UDI                 | 7e             |
| François Lebel               |  | UMPPA               | 8e             |
| Pierre Lellouche             |  | UMPPA               | 8e             |
| Martine Merigot de Treigny   |  | UMPPA               | 8e             |
| Jacques Bravo                |  | SRG-A               | 9e             |
| Delphine Bürkli              |  | UMPPA               | 9e             |
| Claire Morel                 |  | SRG-A               | 9e             |
| Pauline Véron                |  | SRG-A               | 9e             |
| Lynda Asmani                 |  | UDI                 | 10e            |
| Véronique Dubarry            |  | EELVA               | 10e            |
| Rémi Féraud                  |  | SRG-A               | 10e            |
| Bernard Gaudillère           |  | SRG-A               | 10e            |
| Alain Lhostis                |  | CPG                 | 10e            |
| Olga Trostiansky             |  | SRG-A               | 10e            |
| Daniel Assouline             |  | SRG-A               | 11e            |
| Hélène Bidard                |  | CPG                 | 11e            |
| Patrick Bloche               |  | SRG-A               | 11e            |
| Liliane Capelle              |  | SRG-A               | 11e            |
| Philippe Ducloux             |  | SRG-A               | 11e            |
| Maïté Errecart               |  | SRG-A               | 11e            |
| Mireille Flam                |  | SRG-A               | 11e            |
| Stéphane Martinet            |  | SRG-A               | 11e            |
| Georges Sarre                |  | Non inscrit (MRC)   | 11e            |
| Claude-Annick Tissot         |  | UMPPA               | 11e            |
| François Vauglin             |  | SRG-A               | 11e            |
| Michèle Blumenthal           |  | SRG-A               | 12e            |
| Sandrine Charnoz             |  | SRG-A               | 12e            |
| Alexis Corbière              |  | CPG (PG)            | 12e            |
| Jean-Louis Missika           |  | SRG-A               | 12e            |
| Valérie Montandon            |  | UMPPA               | 12e            |
| Christophe Najdovski         |  | EELVA               | 12e            |
| Gérard Rey                   |  | UDI                 | 12e            |
| Christian Sautter            |  | SRG-A               | 12e            |
| Karen Taïeb                  |  | SRG-A               | 12e            |
| Catherine Vieu-Charier       |  | CPG                 | 12e            |
| Marie-Annick Barthe          |  | SRG-A               | 13e            |
| Emmanuelle Becker            |  | CPG                 | 13e            |
| Jean-Bernard Bros            |  | SRG-A (PRG)         | 13e            |
| Yves Contassot               |  | EELVA               | 13e            |
| Jérôme Coumet                |  | SRG-A               | 13e            |
| Édith Gallois                |  | UDI                 | 13e            |
| Marie-Pierre de La Gontrie   |  | SRG-A               | 13e            |
| Bruno Julliard               |  | SRG-A               | 13e            |
| Anne-Christine Lang          |  | SRG-A               | 13e            |
| Jean-Marie Le Guen           |  | SRG-A               | 13e            |
| Philippe Moine               |  | SRG-A               | 13e            |
| Annick Olivier               |  | SRG-A               | 13e            |
| Patrick Trémège              |  | UMPPA               | 13e            |
| Aline Arrouze                |  | CPG                 | 14e            |
| Marie-Claire Carrère-Gée     |  | UMPPA               | 14e            |
| Pascal Cherki                |  | SRG-A               | 14e            |
| Odette Christienne           |  | SRG-A               | 14e            |
| René Dutrey                  |  | EELVA               | 14e            |
| Jean-François Martins        |  | Non inscrit (MoDem) | 14e            |
| Étienne Mercier              |  | SRG-A               | 14e            |
| Olivia Polski                |  | SRG-A               | 14e            |
| Danièle Pourtaud             |  | SRG-A               | 14e            |
| Hermano Sanches Ruivo        |  | SRG-A               | 14e            |
| Gilles Alayrac               |  | SRG-A (PRG)         | 15e            |
| Catherine Bruno              |  | UDI                 | 15e            |
| Pierre Charon                |  | UMPPA               | 15e            |
| Joëlle Cherioux de Soultrait |  | UMPPA               | 15e            |
| Daniel-Georges Courtois      |  | UMPPA               | 15e            |
| Gérard d'Aboville            |  | UMPPA               | 15e            |
| Claude Dargent               |  | SRG-A               | 15e            |
| Claire de Clermont-Tonnerre  |  | UMPPA               | 15e            |
| Ghislène Fonlladosa          |  | UMPPA               | 15e            |
| Philippe Goujon              |  | UMPPA               | 15e            |
| Anne Hidalgo                 |  | SRG-A               | 15e            |
| Fatima Lalem                 |  | SRG-A               | 15e            |
| Jean-François Lamour         |  | UMPPA               | 15e            |
| Hélène Macé de Lépinay       |  | UMPPA               | 15e            |
| Jean-Baptiste Menguy         |  | UMPPA               | 15e            |
| Géraldine Poirault-Gauvin    |  | UMPPA               | 15e            |
| Anne Tachene                 |  | UDI                 | 15e            |
| David Alphand                |  | UMPPA               | 16e            |
| Pierre Auriacombe            |  | UMPPA               | 16e            |
| Céline Boulay-Esperonnier    |  | UMPPA               | 16e            |
| Bernard Debré                |  | UMPPA               | 16e            |
| Laurence Dreyfuss            |  | UMPPA               | 16e            |
| Pierre Gaboriau              |  | UMPPA               | 16e            |
| Danièle Giazzi               |  | UMPPA               | 16e            |
| Claude Goasguen              |  | UMPPA               | 16e            |
| Marie-Laure Harel            |  | UMPPA               | 16e            |
| Éric Helard                  |  | UDI                 | 16e            |
| Valérie Hoffenberg           |  | UMPPA               | 16e            |
| Jean-Yves Mano               |  | SRG-A               | 16e            |
| Valérie Sachs                |  | UDI                 | 16e            |
| Hervé Benessiano             |  | UMPPA               | 17e            |
| Jean-Didier Berthault        |  | UMPPA               | 17e            |
| Thierry Coudert              |  | UMPPA               | 17e            |
| Françoise de Panafieu        |  | UMPPA               | 17e            |
| Laurence Douvin              |  | UMPPA               | 17e            |
| Jérôme Dubus                 |  | UMPPA               | 17e            |
| Catherine Dumas              |  | UMPPA               | 17e            |
| Isabelle Gachet              |  | SRG-A               | 17e            |
| Fabienne Gasnier             |  | UDI                 | 17e            |
| Patrick Klugman              |  | PS                  | 17e            |
| Brigitte Kuster              |  | UMPPA               | 17e            |
| Annick Lepetit               |  | SRG-A               | 17e            |
| Richard Stein                |  | UMPPA               | 17e            |
| Pierre-Yves Bournazel        |  | UMPPA               | 18e            |
| Claudine Bouygues            |  | SRG-A               | 18e            |
| Ian Brossat                  |  | CPG                 | 18e            |
| Jean-Pierre Caffet           |  | SRG-A               | 18e            |
| Roxane Decorte               |  | UMPPA               | 18e            |
| Bertrand Delanoë             |  | SRG-A               | 18e            |
| Myriam El Khomri             |  | SRG-A               | 18e            |
| Danielle Fournier            |  | EELVA               | 18e            |
| Sylvain Garel                |  | EELVA               | 18e            |
| Laurence Goldgrab            |  | SRG-A (PRG)         | 18e            |
| Didier Guillot               |  | SRG-A               | 18e            |
| Anne Le Strat                |  | SRG-A               | 18e            |
| Frédérique Pigeon            |  | SRG-A               | 18e            |
| Daniel Vaillant              |  | SRG-A               | 18e            |
| Colombe Brossel              |  | SRG-A               | 19e            |
| François Dagnaud             |  | SRG-A               | 19e            |
| Léa Filoche                  |  | SRG-A               | 19e            |
| Jean-Jacques Giannesini      |  | UMPPA               | 19e            |
| Halima Jemni                 |  | SRG-A               | 19e            |
| Roger Madec                  |  | SRG-A               | 19e            |
| Daniel Markovitch            |  | SRG-A               | 19e            |
| Anne-Constance Onghena       |  | UMPPA               | 19e            |
| Mao Peninou                  |  | SRG-A               | 19e            |
| Firmine Richard              |  | SRG-A               | 19e            |
| Gisèle Stievenard            |  | SRG-A               | 19e            |
| Jean Vuillermoz              |  | CPG                 | 19e            |
| David Assouline              |  | SRG-A               | 20e            |
| Marinette Bache              |  | SRG-A               | 20e            |
| Julien Bargeton              |  | SRG-A               | 20e            |
| Denis Baupin                 |  | EELVA               | 20e            |
| Yamina Benguigui             |  | SRG-A               | 20e            |
| Hamou Bouakkaz               |  | SRG-A               | 20e            |
| Frédérique Calandra          |  | SRG-A               | 20e            |
| Michel Charzat               |  | EELVA               | 20e            |
| Virginie Daspet              |  | SRG-A               | 20e            |
| Fabienne Giboudeaux          |  | EELVA               | 20e            |
| Katia Lopez                  |  | EELVA               | 20e            |
| Pierre Mansat                |  | CPG                 | 20e            |
| Danielle Simonnet            |  | CPG (PG)            | 20e            |

## Liste des adjoints au maire
Pour le mandat 2008-2014, le maire de Paris avait 37 adjoints : 
- Anne Hidalgo, première adjointe chargée de l'urbanisme et de l'architecture (groupe socialiste, radical de gauche et apparentés).
- Julien Bargeton, chargé des déplacements, des transports et de l'espace public (groupe socialiste, radical de gauche et apparentés).
- Hammou Bouakkaz, chargé de la démocratie locale et de la vie associative (groupe socialiste, radical de gauche et apparentés).
- Claudine Bouygues, chargée des droits de l'Homme, de l'intégration, de la lutte contre les discriminations et des citoyens extracommunautaires (groupe socialiste, radical de gauche et apparentés).
- Jean-Bernard Bros, chargé du tourisme et des nouveaux médias locaux (groupe socialiste, radical de gauche et apparentés).
- Colombe Brossel, chargée de la vie scolaire et de la réussite éducative (groupe socialiste, radical de gauche et apparentés).
- Liliane Capelle, chargée des séniors et du lien intergénérationnel (groupe socialiste, radical de gauche et apparentés).
- Lyne Cohen-Solal, chargée du commerce, de l'artisanat, des professions indépendantes et des métiers d'art (groupe socialiste, radical de gauche et apparentés).
- François Dagnaud, chargé de l'organisation et du fonctionnement du Conseil de Paris, de la propreté et du traitement des déchets (groupe socialiste, radical de gauche et apparentés).
- Véronique Dubarry, chargée des personnes en situation de handicap (groupe Europe Écologie – Les Verts et apparentés).
- René Dutrey, chargé du développement durable, de l'environnement et du plan climat (groupe Europe Écologie – Les Verts et apparentés)
- Myriam El Khomri, chargée de la prévention et de la sécurité (groupe socialiste, radical de gauche et apparentés).
- Maïté Errecart, chargée des ressources humaines, de l'administration générale et des relations avec les mairies d'arrondissement (groupe socialiste, radical de gauche et apparentés).
- Isabelle Gachet, chargée de la jeunesse (groupe socialiste, radical de gauche et apparentés)
- Bernard Gaudillère, chargé du budget, des finances et du suivi des sociétés d'économie mixte (groupe socialiste, radical de gauche et apparentés).
- Fabienne Giboudeaux, chargée des espaces verts (groupe Europe Écologie – Les Verts et apparentés).
- Didier Guillot, chargé de la vie étudiante (groupe socialiste, radical de gauche et apparentés).
- Bruno Julliard, chargé de la culture (groupe socialiste, radical de gauche et apparentés).
- Fatima Lalem, chargée de l'égalité femme/homme (groupe socialiste, radical de gauche et apparentés).
- Jean-Marie Le Guen, chargé de la Santé Publique et des relations avec l'Assistance publique – Hôpitaux de Paris (groupe socialiste, radical de gauche et apparentés).
- Anne Le Strat, chargée de l'eau, de l'assainissement et de la gestion des canaux (groupe socialiste, radical de gauche et apparentés).
- Romain Lévy, chargé de la protection de l'enfance (groupe socialiste, radical de gauche et apparentés).
- Jean-Yves Mano, chargé du logement (groupe socialiste, radical de gauche et apparentés).
- Pierre Mansat, chargé de « Paris métropole » et des relations avec les collectivités territoriales d'Ile-de-France (groupe communiste et élus du parti de gauche).
- Jean-Louis Missika, chargé de l'innovation, de la recherche et des universités (groupe socialiste, radical de gauche et apparentés).
- Camille Montacié, chargée des marchés (groupe socialiste, radical de gauche et apparentés).
- Christophe Najdovski, chargé de la petite enfance (groupe Europe Écologie – Les Verts et apparentés).
- Mao Peninou, chargé de la qualité des services publics municipaux, de l'accueil des usagers, et du bureau des temps (groupe socialiste, radical de gauche et apparentés).
- Danièle Pourtaud, chargée du Patrimoine (groupe socialiste, radical de gauche et apparentés).
- Christian Sautter, chargé de l'emploi, du développement économique et de l'attractivité internationale (groupe socialiste, radical de gauche et apparentés).
- Pierre Schapira, chargé des relations internationales, des affaires européennes et de la francophonie (groupe socialiste, radical de gauche et apparentés).
- Gisèle Stievenard, chargée de la politique de la ville et de l'engagement solidaire (groupe socialiste, radical de gauche et apparentés).
- Olga Trostiansky, chargée de la solidarité, de la famille et de la lutte contre l'exclusion (groupe socialiste, radical de gauche et apparentés).
- Pauline Véron, chargée de l'économie sociale et solidaire (groupe socialiste, radical de gauche et apparentés)
- Catherine Vieu-Charier, chargée de la mémoire et du monde combattant (groupe communiste et élus du parti de gauche).
- Jean Vuillermoz, chargé du sport (groupe communiste et élus du parti de gauche).